# Stefanów (powiat zwoleński)
Stefanów – wieś w Polsce położona w województwie mazowieckim, w powiecie zwoleńskim, w gminie Przyłęk. Ma status sołectwa.
| SIMC    | Nazwa      | Rodzaj    |
| ------- | ---------- | --------- |
| 1059165 | Mirków     | część wsi |
| 1059254 | Nowy Babin | część wsi |

W latach 1975–1998 miejscowość należała administracyjnie do województwa radomskiego.
Wierni Kościoła rzymskokatolickiego należą do parafii Matki Bożej Częstochowskiej w Przyłękulub do parafii Podwyższenia Krzyża Świętego w Zwoleniu.